# Guus Kuijer
Guus Kuijer (* 1. srpna 1942, Amsterdam, Nizozemsko) je jedním z nejvýznamnějších nizozemských spisovatelů pro děti a mládež a jediný nizozemský laureát mezinárodní Ceny Astrid Lindgrenové (2012), která bývá označována jako Nobelova cena pro dětskou literaturu. V roce 2008 byl jako autor dětské literatury nominován na Cenu Hanse Christiana Andersena. V češtině mu zatím vyšly pouze dvě knihy: Všehokniha (2012) a Polča (2018).

## Životopis
Guus Kuijer vyrostl s pěti sourozenci v silně věřící rodině, obklopen uzavřeným společenstvím katolické apoštolské církve. Po problematické školní docházce, která vyvrcholila dvouletým pobytem v internátní střední škole a definitivním odklonem od náboženství, se rozhodl pro učitelskou dráhu a vystudoval pedagogický institut. Od roku 1967 učil na obecné škole a souběžně psal (v roce 1968 začal publikovat povídky v literárním časopise Hollands Maandblad, roku 1971 je pak souborně vydal), ale po šesti letech přešel na volnou nohu a stal se spisovatelem na plný úvazek. V roce 1975 publikoval první knihu určenou dětem Met de poppen gooien, za niž o rok později získal Gouden Griffel (Cenu zlatého pisátka). Tuto knihu napsal pro dívenku Madelief (sedmikráska), dceru své známé, a pojmenoval tak i hlavní hrdinku. Kniha se skládá ze čtyřiceti krátkých příhod. V příbězích o Madelief Kuijer pokračoval dalšími čtyřmi díly, oceněnými ještě jednou Zlatým a jednou Stříbrným pisátkem, později vyšly i jako souborné vydání, byly zfilmovány jako televizní seriál a z dílu Krassen in het tafelblad vznikl roku 1998 celovečerní film.
Jako autor Kuijer od samého začátku zaujal přístupem k dětem. Bral je jako rovnocenné partnery, kteří mnohdy projevují větší moudrost než dospělí. Navazuje tím jednak na tradici, kterou v nizozemské literatuře pro děti a mládež asi nejvýrazněji představuje legendární Annie M. G. Schmidtová, jednak reflektuje i společenskou atmosféru v Nizozemsku 70. let, kdy vrcholilo období převratných změn, odvrhování autorit, sexuální revoluce atd. V knihách pro děti a mládež se nevyhýbá ošemetným nebo bolestným tématům, ale umí je podat s jistou lehkostí a humorem.
V poslední době se autor zaměřil především na literaturu pro dospělé, ve které se zabývá otázkami víry, fundamentalismu, tolerance i lidského štěstí. Velký ohlas vzbudil dvojdílným převyprávěním Bible Bijbel voor ongelovigen (Bible pro neznabohy, 2012–2016). Guus Kuijer žije s manželkou ve venkovském domě na polderu severně od Amsterdamu.

## Dílo
Přehled bibliografie
- Rose, met vrome wimpers (1971) – povídky pro dospělé
- Het dochtertje van de wasvrouw (1973) – román pro dospělé
- De man met de hamer (1975) – povídky pro dospělé
- Een gat in de grens (1975) – pro čtenáře od 11 let
- Met de poppen gooien (1975) – pro děti od 6 let
- Drie verschrikkelijke dagen (1976) – pro čtenáře od 11 let
- Grote mensen, daar kan je beter soep van koken (1976) – pro děti od 6 let
- Pappa is een hond (1977) – pro děti od 6 let
- Op je kop in de prullenbak (1977) – pro děti od 6 let
- Krassen in het tafelblad (1978) – pro čtenáře od 11 let
- Hoe Mieke Mom haar maffe moeder vindt (1978) – pro děti od 6 let
- Ik woonde in een leunstoel (1979) – pro předškolní věk
- Een hoofd vol macaroni (1979) – pro čtenáře od 11 let
- Wimpers, herziene druk van Rose, met vrome wimpers (1980) – povídky pro dospělé
- Het geminachte kind (1980) – esej pro dospělé
- De tranen knallen uit mijn kop (1980)– pro děti od 6 let
- Crisis en kaalhoofdigheid (1983) – esej pro dospělé
- Het grote boek van Madelief (1983) – pro děti od 6 let
- Eend voor eend (1983) – pro čtenáře od 11 let
- De zwarte stenen (1984) – pro čtenáře od 11 let
- Het land van de neushoornvogel (1985) – pro čtenáře od 11 let
- De jonge prinsen (1986) – pro čtenáře od 11 let
- Tin Toeval en de kunst van het verdwalen (1987) – pro děti od 6 let
- Tin Toeval en het geheim van Tweebeens–eiland (1987) – pro děti od 6 let
- Izebel van Tyrus (1988) – román pro dospělé
- Tin Toeval en de kunst van Madelief (1989) – pro děti od 6 let
- De redder van Afrika (1989) – pro předškolní věk
- Olle (1990) – pro děti od 6 let
- Het vogeltje van Amsterdam (1992) – román pro dospělé
- Tin Toeval in de onderwereld (1993) – pro děti od 6 let
- De grote Tin Toeval (1996) – pro předškolní věk
- De verhalen van Jonathan (1996) – pro předškolní věk
- Voor altijd samen, amen (1999) – pro čtenáře od 11 let (Polča, česky Navždycky spolu u kamen, amen 2018)
- Reukorgel (2000) – pro předškolní věk
- Het is fijn om er te zijn (2000) – pro čtenáře od 11 let (Polča, česky Štěstí je, když jsme 2018)
- Het geluk komt als de donder (2000) – pro čtenáře od 11 let (Polča, česky Štěstí přijde jako blesk 2018)
- Met de wind mee naar zee (2001) – pro čtenáře od 11 let (Polča, česky S větrem v zádech k moři 2018)
- Ik ben Polleke hoor! (2001) – pro čtenáře od 11 let (Polča, česky Já jsem Polča, víte! 2018)
- Polleke (2003) – pro čtenáře od 11 let (česky Polča 2018)
- Het boek van alle dingen (2004) – pro děti od 9 let, (česky Všehokniha 2013)
- Florian Knol (2006) – pro čtenáře od 11 let
- Het doden van een mens (2007) – román pro dospělé
- Waarom kinderen wel cowboytje, maar nooit jezusje of mohammedje spelen (2008) – esej pro dospělé
- Hoe word ik gelukkig? (2009) – esej pro dospělé
- Draaikonten en haatblaffers (2011) – pro dospělé, životopis
- De Bijbel voor ongelovigen. Het Begin – Genesis (2012) – pro dospělé (Bible pro neznabohy)
- De Bijbel voor ongelovigen / 2. De Uittocht en de Intocht – Exodus, Jozua, Rechters (2013)
- De Bijbel voor ongelovigen / 3. Aaul, David, Samuel en Ruth (2014)
- De Bijbel voor ongelovigen / 4. Koning David en de splitsing van het rijk (2015)
- De Bijbel voor ongelovigen / 5. De twee koninkrijken, Job en de profeten (2016)

## Ocenění
Cena Zlatého pisátka (Gouden Griffel, za nejlepší nizozemskou dětskou knihu roku):
- 1976 (Met de poppen gooien)
- 1979 (Krassen in het tafelblad)
- 2000 (Voor altijd samen, amen)
- 2005 (Het boek van alle dingen)

Cena Stříbrného pisátka (Zilveren Griffel, za nejlepší dětskou knihu roku – včetně překladových titulů):
- 1977 (Grote mensen, daar kun je beter soep van koken)
- 1984 (Eend voor eend)
- 1988 (Tin toeval en de kunst van het verdwalen / Tin toeval en het geheim van tweebeenseiland)
- 2002 (Met de wind mee naar de zee)
- Jonge Gouden Uil (vlámská knihkupecká cena, kategorie literatury pro děti a mládež):
- 2000 (Voor altijd samen, amen)
- 2005 (Het boek van alle dingen)

Staatsprijs voor kinder- en jeugdliteratuur 1979 (za dílo)
Woutertje Pieterseprijs (cena pro nejlepší původní nizozemskou knihu pro děti a mládež) 2003 (Ik ben Polleke, hoor!)
E. du Perronprijs (cena za kulturní přínos pro lepší soužití mezi různými národnostními skupinami v Nizozemsku) 2007 (Hoe een klein rotgodje god vermoordde, Het doden van een mens)
Německé ceny:
- Deutsche Jugendliteraturpreis 1982 (Krassen in het tafelblad)
- Gustav-Heinemann-Friedenspreis 2007 (Het boek van alle dingen)
- Mezinárodní Cena Astrid Lindgrenové 2012 (za dílo)[1]